# UU Aurigae
UU Aurigae är en ensam stjärna i mellersta delen av stjärnbilden Kusken. Den har en genomsnittlig skenbar magnitud av ca 5,25 och är svagt synlig för blotta ögat där ljusföroreningar ej förekommer. Baserat på parallax enligt Gaia Data Release 3 på ca 2,0 mas, beräknas den befinna sig på ett avstånd på ca 1 110 ljusår (ca 341 parsek) från solen. Den rör sig bort från solen med en heliocentrisk radialhastighet på ca 13 km/s.

## Egenskaper
UU Aurigae är en röd kolrik asymptotisk jättestjärna av spektralklass C5,3-C7,4(N3). Den har en radie som är ca 370 solradier och har ca 16 400 gånger solens utstrålning av energi från dess fotosfär vid en effektiv temperatur av ca 2 800 K.
Spektraltypen som listas i General Catalog of Variable Stars (GCVS) är C5,3-C7,4(N3). N3 refererar tillbaka till en äldre typ av klassificering där kolstjärnor gavs spektraltyper av N eller R, även om det numeriska indexet korrelerades mer med styrkan i kolkemin än temperaturen. C5 till C7 anger olika klassificeringar som använder det nyare Morgan-Keenan-systemet där det numeriska indexet bättre motsvarar stjärnans temperatur. Typerna C5 till C7 är ungefär likvärdiga med tidiga M-stjärnor. Det andra numeriska indexet, 3 eller 4 för UU Aurigae anger styrkan hos Swan-banden i spektrumet, på en skala från 1 till 5. Med hjälp av det mer moderna reviderade Morgan-Keenan-schemat har en spektraltyp av C-N5-C2 6- publicerats, där C-N5 anger en kolstjärna av N-typ med ett temperaturindex på 5- och en Swan-bandstyrka av 6- på en skala från 1 till 8.

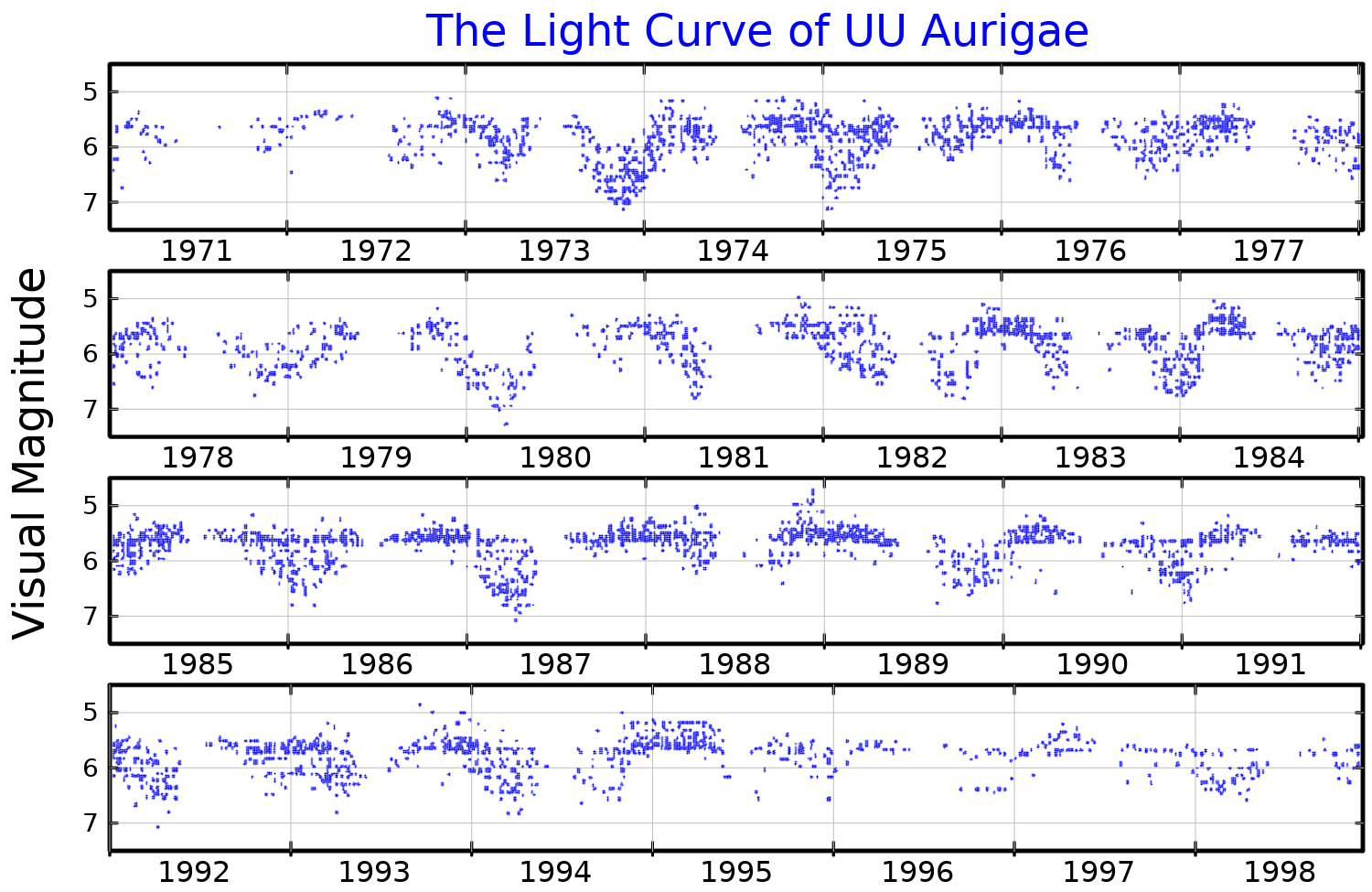
En 28 år lång ljuskurva av visuellt band för UU Aurigae, anpassad från Howarth (2001)

UU Aurigae klassificeras som en halvregelbunden variabel av typen SRb, vilket anger att den är en jättestjärna med svagt definierade variationer. Dess ljusstyrka varierar från magnitud +4,9 till +7,0 i visuell skenbar magnitud. Perioden anges i GCVS som 441 dygn, men det finns också en stark variation med en period på 235 dygn. Med hjälp av British Astronomical Associations observationer från 1971 till 1998, beräknas perioderna till 439,4 och 233,1 dygn.
Vinkeldiametern för UU Aurigae har uppmätts till 12,07 ± 0,22 mas med användning av interferometri med mycket lång baslinje (VLBI). Runt stjärnan finns ett skal av stoft som till stor del består av amorft kol och kiselkarbid (SiC), där SiC uppträder vid tre gånger stjärnans radie och det amorfa kolet vid nio gånger dess radie. Längre ut finns ett kolrikt skal vid 300 stjärnradier och två syrerika skal ännu längre bort. UU Aurigae har också en chockvåg 0,14 parsec bred, skapad av dess rörelse genom det interstellära mediet.